# Johanne Killi
Johanne Killi (Lillehammer, 13 oktober 1997) is een Noorse freestyleskiester. Ze vertegenwoordigde haar vaderland op de Olympische Winterspelen 2018 in Pyeongchang en op de Olympische Winterspelen 2022 in Peking.

## Carrière
Op de wereldkampioenschappen freestyleskiën 2015 in Kreischberg eindigde Killi als achtste op het onderdeel slopestyle. Bij haar wereldbekerdebuut, in februari 2015 in Park City, eindigde ze direct op de zesde plaats. Een maand later stond de Noorse in Silvaplana voor de eerste maal in haar carrière op het podium van een wereldbekerwedstrijd. Op de Winter X Games XX in Aspen behaalde Killi de bronzen medaille op het onderdeel slopestyle. Op de Winter X Games XXI in Aspen behaalde ze wederom de bronzen medaille op het onderdeel slopestyle. Op 12 februari 2017 boekte de Noorse in Quebec haar eerste wereldbekerzege. Tijdens de Olympische Winterspelen van 2018 in Pyeongchang eindigde Killi als vijfde op het onderdeel slopestyle.
In Park City nam ze deel aan de wereldkampioenschappen freestyleskiën 2019. Op dit toernooi eindigde ze als negende op het onderdeel big air. Tijdens de Olympische Winterspelen van 2022 in Peking eindigde de Noorse als zesde op het onderdeel slopestyle en als zevende op het onderdeel big air.

## Resultaten

### Olympische Winterspelen
| Jaar | Plaats      | Resultaten               |
| ---- | ----------- | ------------------------ |
| 2018 | Pyeongchang | 5e Slopestyle            |
| 2022 | Peking      | 7e Big air 6e Slopestyle |

### Wereldkampioenschappen
| Jaar | Plaats      | Resultaten    |
| ---- | ----------- | ------------- |
| 2015 | Kreischberg | 8e Slopestyle |
| 2019 | Park City   | 9e Big air    |

### Wereldbeker
Eindklasseringen
| Seizoen   | Algm | BA    | SS     |
| --------- | ---- | ----- | ------ |
| 2014/2015 | 47e  | –     | Brons  |
| 2015/2016 | 51e  | –     | 12e    |
| 2016/2017 | 11e  | –     | Zilver |
| 2017/2018 | 21e  | 7e    | Zilver |
| 2018/2019 | 28e  | 13e   | 6e     |
| 2019/2020 | 20e  | Brons | Brons  |
| 2020/2021 | 7e   | 6e    | 9e     |
| 2021/2022 | 7e   | 5e    | 8e     |

Wereldbekerzeges
| Datum            | Plaats   | Onderdeel  |
| ---------------- | -------- | ---------- |
| 12 februari 2017 | Quebec   | Slopestyle |
| 13 januari 2018  | Snowmass | Slopestyle |
| 14 december 2019 | Beijing  | Big air    |
| 19 november 2022 | Stubai   | Slopestyle |